# Abigail Lawrie
Abigail Lawrie (Aberdeen, 1997) è un'attrice scozzese.

## Biografia
Nata e cresciuta ad Aberdeen, si trasferisce con la famiglia a Londra nel 2014. Studia alla Harrodian School, entrando nella compagnia teatrale frequentata anche dagli attori Robert Pattinson e Will Poulter.

### Carriera
Nel 2015 fa parte del cast de Il seggio vacante, miniserie televisiva coprodotta da BBC e HBO e tratta dall'omonimo romanzo di J. K. Rowling. Lo stesso anno debutta anche a teatro, recitando in When We Were Women all'Orange Tree Theatre di Londra.
Nel 2017 esordisce al cinema in L'uomo dal cuore di ferro, interpretando Liberia Fafek. Lo stesso anno è la protagonista di Murdered for Being Different, film per la TV ispirato all'omicidio della ventenne inglese Sophie Lancaster, ed è Anna Worth nella serie tv Tin Star.

## Filmografia

### Cinema
- L'uomo dal cuore di ferro, regia di Cédric Jimenez (2017)
- Le nostre signore (Our Ladies), regia di Michael Caton-Jones (2019)

### Televisione
- Il seggio vacante (The Casual Vacancy), regia di Jonny Campbell – miniserie TV (2015)
- Murdered for Being Different, regia di Paul Andrew Williams – film TV (2017)
- Tin Star – serie TV, 25 episodi (2017-2020)
- Strike – serie TV, 3 episodi (2022)
- No Escape, regia di Hans Herbots – miniserie TV (2023)
- Good Omens – serie TV, episodio 2x03 (2023)

## Teatro
- When We Were Woman (2015)
- This Beautiful Future (2017)

## Doppiatrici italiane
Nelle versioni in italiano delle opere in cui ha recitato, Abigail Lawrie è stata doppiata da:
- Emanuela Ionica ne Il seggio vacante
- Ludovica Bebi in Tin Strike
- Emanuela Damasio in Good Omens